# Eupithecia taiwana
Eupithecia taiwana là một loài bướm đêm trong họ Geometridae.

## Hình ảnh

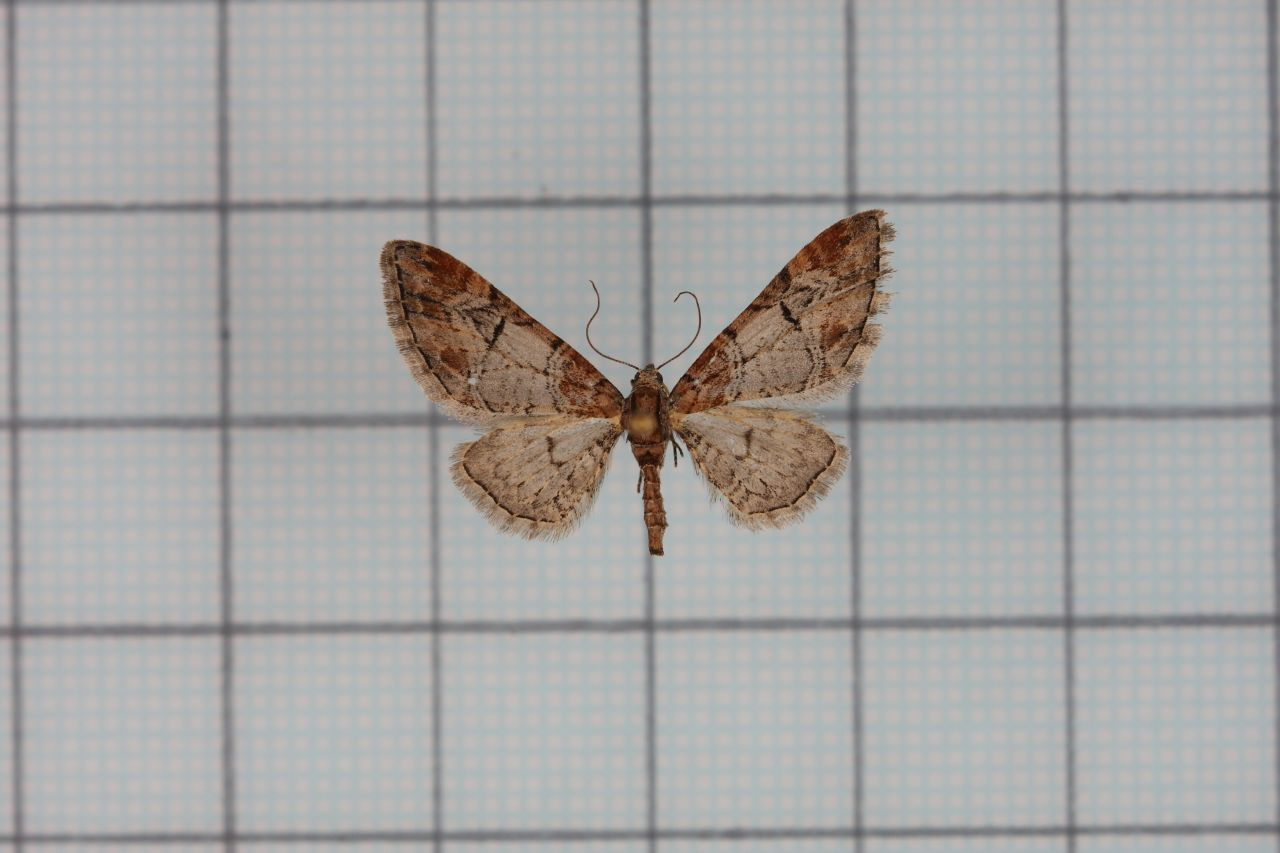